# Marina (port)
Pour les articles homonymes, voir Marina.

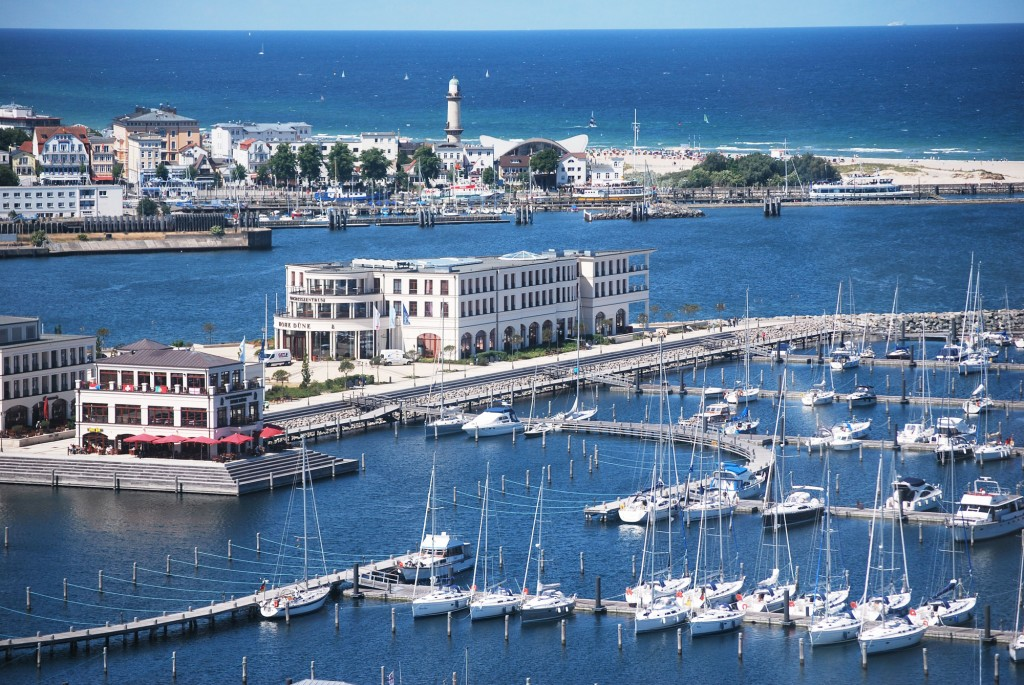
Marina YachthafenResidenz Hohe Düne, Rostock.

Une marina est un complexe résidentiel incluant un port de plaisance utilisé en partie par plusieurs résidents. Elle comprend des quais ou bassins avec amarrages et approvisionnement pour yachts et petits bateaux. Une marina diffère d'un port en ce sens qu'elle n'accueille pas les grands navires à passagers ni les marchandises des cargos. Le port de la marina peut s'articuler, de manière classique, autour de pontons ou être échelonné le long de canaux s'insérant dans la zone résidentielle : dans ce dernier cas, les pontons d'accotement des navires sont disposés au plus près de la résidence de leur propriétaire.
Exemples de marina :
- Port Grimaud dans le Var, conçue par l'architecte François Spoerry et construite au milieu des années 1960 ;
- Port-Camargue dans le Gard ;
- Marina Baie des Anges à Villeneuve-Loubet conçue par André Minangoy et Michel Marot ;

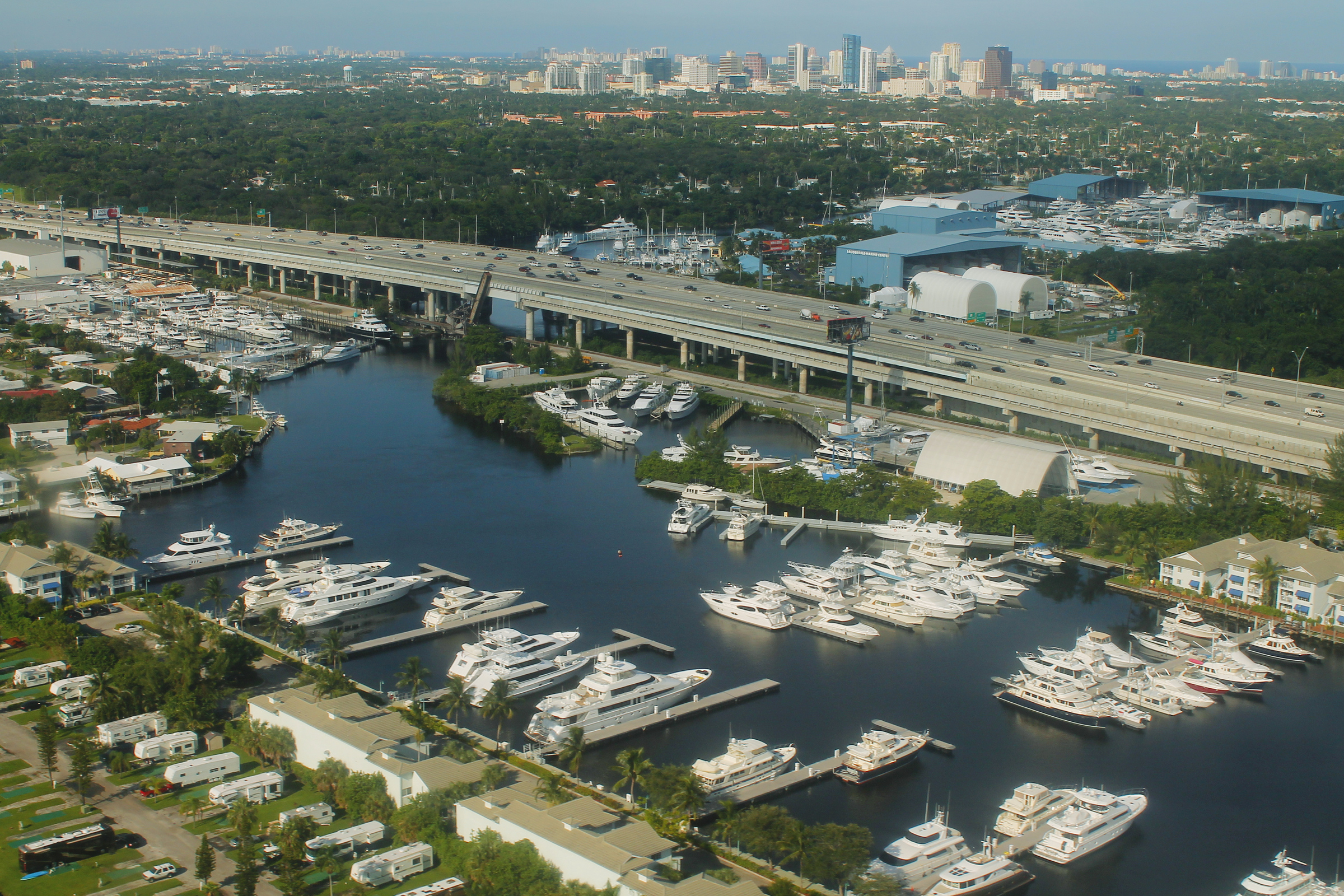
Marina à Fort Lauderdale, Floride

- Marina del Rey à Los Angeles est l'un des plus grands ports artificiels au monde pour les bateaux de plaisance;
- Empuriabrava, plus grande marina d'Europe, située en Espagne ;
- Dubaï Marina, plus grande marina du monde.